# MTV ao Vivo: Rita Lee
Rita Lee MTV Ao Vivo é o quinto álbum ao vivo da cantora de rock brasileira Rita Lee. Foi gravado no Hotel Unique em São Paulo, nos dias 26 e 27 de agosto de 2004, e produzido para a série de mesmo nome promovida pela MTV Brasil. O projeto é constituído de um CD, um DVD e um especial exibido pela MTV em 13 de dezembro do mesmo ano. Esse especial foi baseado nos concertos da turnê de Balacobaco, que Rita vinha fazendo na época.

## Repertório
O repertório do especial mesclava sucessos antigos com sucessos recentes, mas trazia também algumas canções que não tinham registros recentes de Rita, como Saúde, Esse tal de Roque Enrow e Panis et Circenses. Estão presentes também duas canções inéditas que não haviam sido apresentadas na turnê: Meio Fio, que virou a canção de trabalho, e Coração Babão, uma homenagem à Jovem Guarda, e que só foram tocadas ao vivo no dia da gravação. Inéditas em CD, porém já apresentadas em concertos anteriormente, eram as versões Eu Quero Ser Sedado, versão em português de "I Wanna Be Sedated", dos Ramones, e Quando Eu Te Vejo (The More I See You).

## Faixas
| DVD |                                                          |         |  |
| N.º | Título                                                   | Duração |  |
| 1.  | "Saúde"                                                  |         |  |
| 2.  | "Nem Luxo, Nem Lixo"                                     |         |  |
| 3.  | "Amor e Sexo"                                            |         |  |
| 4.  | "Baila Comigo"                                           |         |  |
| 5.  | "Coração Babão"                                          |         |  |
| 6.  | "Mamãe Natureza"                                         |         |  |
| 7.  | "Tudo Vira Bosta"                                        |         |  |
| 8.  | "Esse Tal de Roque Enrow" (Participação especial: Pitty) |         |  |
| 9.  | "On the Rocks"                                           |         |  |
| 10. | "Lucy in the Sky with Diamonds"                          |         |  |
| 11. | "Panis et Circenses"                                     |         |  |
| 12. | "Quando Te Vejo (The More I See You)"                    |         |  |
| 13. | "Pagu" (Participação especial: Zélia Duncan)             |         |  |
| 14. | "Meio Fio"                                               |         |  |
| 15. | "Doce Vampiro"                                           |         |  |
| 16. | "Eu Quero Ser Sedado (I Wanna Be Sedated)"               |         |  |
| 17. | "Ando Jururu"                                            |         |  |
| 18. | "Ovelha Negra"                                           |         |  |
| 19. | "Caso Sério"                                             |         |  |
| 20. | "Lança Perfume"                                          |         |  |

| CD  |                                                          |         |  |
| N.º | Título                                                   | Duração |  |
| 1.  | "Saúde"                                                  | 04:28   |  |
| 2.  | "Meio Fio"                                               | 03:53   |  |
| 3.  | "Mamãe Natureza"                                         | 03:19   |  |
| 4.  | "Esse Tal de Roque Enrow" (Participação especial: Pitty) | 03:54   |  |
| 5.  | "Amor e Sexo"                                            | 03:49   |  |
| 6.  | "Panis et Circenses"                                     | 02:27   |  |
| 7.  | "Lucy in the Sky with Diamonds"                          | 05:13   |  |
| 8.  | "Coração Babão"                                          | 04:08   |  |
| 9.  | "Pagu" (Participação especial: Zélia Duncan)             | 04:01   |  |
| 10. | "Baila Comigo"                                           | 04:12   |  |
| 11. | "Caso Sério"                                             | 03:07   |  |
| 12. | "Eu Quero Ser Sedado (I Wanna Be Sedated)"               | 02:41   |  |
| 13. | "Ando Jururu"                                            | 03:13   |  |
| 14. | "Tudo Vira Bosta"                                        | 03:53   |  |

### Sobras
As músicas As Mina de Sampa e Mania de Você também foram tocadas no dia do show, porém não foram lançadas nem em CD e nem em DVD.

## Integrantes
- Rita Lee → voz, flauta e guitarra
- Roberto de Carvalho → direção musical, guitarra e vocal
- Beto Lee → guitarra e vocal
- Dadi Carvalho → baixo e vocal
- Ary Dias → percussão
- Cláudio Infante → bateria
- Rafael Castilhol → teclado e vocal
- Milton Guedes → sax, flauta, gaita e vocal
- Débora Reis → vocal